# شجرة الأربعين فاكهة

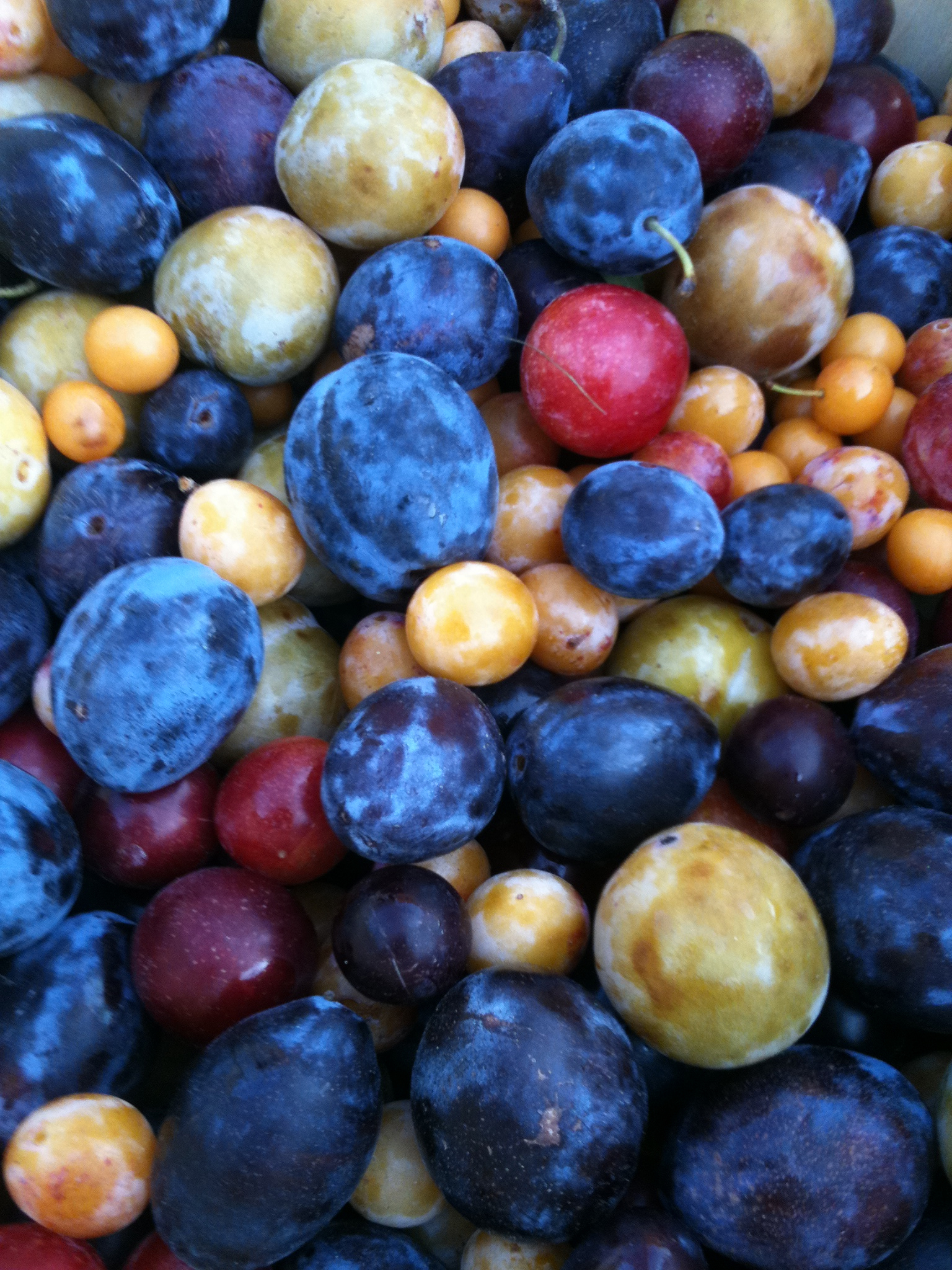
خوخ مُلتقط من شجرة الأربعين فاكهة

شجرة الأربعين فاكهة أو شجرة 40 فاكهة (بالإنجليزية: Tree of 40 Fruit)‏ هي إحدى الأشجار المثمرة التي زرعها وأنشأها الفنان سام فان أكين في نيويورك باستخدام تقنية التطعيم، حيثُ تُنتج الشجرة 40 نوعاً من الحسلة (بالإنجليزية: stone fruits أو Drupe) (ثمرة بسيطة تتكون من جزء خارجي يوجد بداخله نواة صلبة) من جنس الخوخ، وتنضج هذه الفواكه بالتتابع ابتدءاً من شهر يوليو حتى أكتوبر في الولايات المتحدة.

## التطور

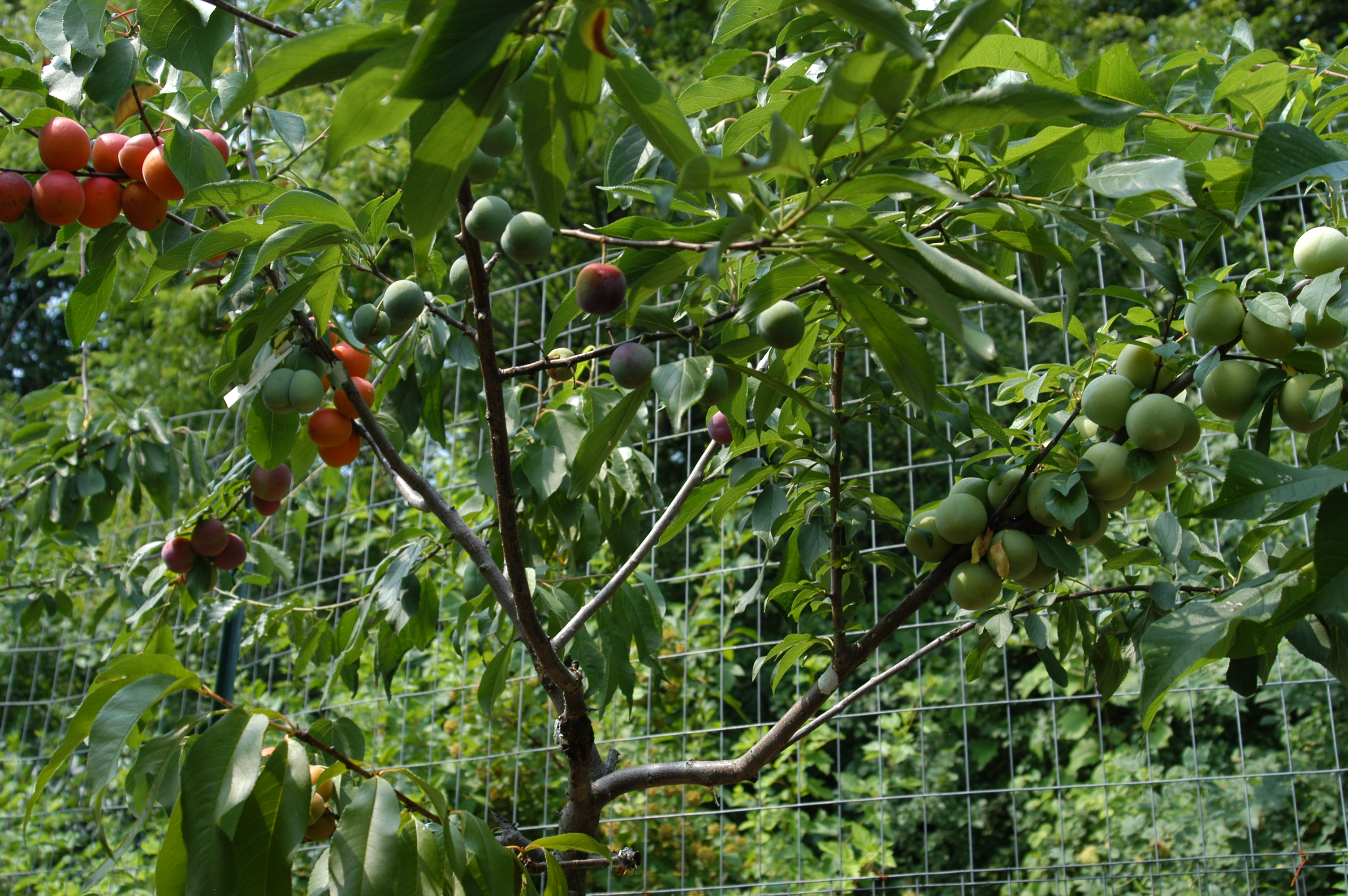
شجرة الأربعين فاكهة في مشتل الفنان سام

سام فان أكين هو أستاذ مُشارك في قسم النَحت في جامعة سيراكيوز، نشأ وتربى في مزرعة العائلة. عائلته بنسلفانية هولندية.
في عام 2008 بحث عن عينات لزراعة شجرة مُتعددة ألوان الأزهار باعتبارها عمل فَني، حيثُ بدأ بالعمل على 3 فدان (1.2 هكتار) من أراضي محطة تجربة ولاية نيويورك الزراعية التي أُغلقت فيما بَعد لنقص التمويل.، ثم بدأ بتطعيم إحدى الأشجار بالبراعم الخاصة بأكثر من 250 نوع من الأصناف التي تنمو في المَحطة، وبعض هذه الأشجار فريدة كونها أشجار ثنائية. على مدى خمس سنوات ظهر على الشَجرة 40 صِنف من الأشجار المُثمرة، حيثُ تنتج كل منها إحدى أنواع الفاكهة، مِثل اللوز والمشمش وَالكرز وَالدراق وَالخوخ.، وفي فصل الربيع تُزهر الشجرة بمزيج من الأزهار مختلفة الألوان متوزعة بين الأحمر والوردي والأبيض وغيرها.

## التوزيع
ابتداءاً من عام 2014 قامَ سام بإنتاج 16 شجرة من شجرة الأربعين فاكهة، وهي موزعة على عدد من الأماكن الخاصة والعامة، بما في ذلك بعض الحدائق العامة والمتاحف والمجموعات الخاصة، وتتضمن هذه المواقع نيوتن في ماساتشوستس وَبنتونفيل في أركنساس وَسان خوسيه في كاليفورنيا وَباوند ريدج في نيويورك وَشورت هيلز في نيو جيرسي، ويهدف سام إلى نشر الشجرة بشكل كثيف في بساتين وحدائق المُدن.

## روابط خارجية
- الموقع الرسمي
 حيثُ يتضمن صور وخرائط.
- هدية التطعيم: شجرة فنان نيويورك ينمو عليها 40 نوع من الفاكهة، تم النشر في 3 أغسطس 2014.
- شجرة الأربعين فاكهة على يوتيوب: التحدث من قبل سام فان أكين في تيدكس مانهاتن في عام 2014.
- شجرة مجنونة ينمو عليها أربعين نوع من الفاكهة على يوتيوب على ناشونال جيوغرافيك بتاريخ 21 يوليو 2015.
- أستاذ سيراكيوز يُنمي شجرة تُنتج 40 نوع من الفاكهة على يوتيوب، تم النشر في 23 أغسطس 2014.